# ۵۹۷ (قمری)
۵۹۷ (قمری)، پانصد و نود و هفتمین سال در گاهشماری هجری قمری است. اول محرم این سال برابر با نوزدهم اکتبر سال ۱۲۰۰ میلادی است.

## زادگان
- ۱۱ جمادی‌الاولی - خواجه نصیر طوسی در توس (برابر شنبه ۵ اسفند ۵۷۹)